# Acrotrichis intermedia
Acrotrichis intermedia ist ein Käfer aus der Familie der Zwergkäfer (Ptiliidae). 

## Merkmale
Die Käfer erreichen eine Körperlänge von 0,9 bis 1,1 Millimetern und zählen damit zu den größten Vertretern der Gattung in Mitteleuropa. Ihr Körper ist schwarz oder braunschwarz gefärbt und schwach glänzend. Die Hinterwinkel des Halsschildes sind spitz zulaufend und nach hinten gezogen. Ersterer ist maximal geringfügig mehr glänzend als die Deckflügel und gleichmäßig sehr eng punktförmig strukturiert. Die Deckflügel sind beim Männchen deutlich, beim Weibchen sehr wenig verjüngt. Die Fühler und Beine sind gelb, die Fühler enden in einer braunen Keule. 

## Vorkommen und Lebensweise
Die Art kommt in Europa und Kleinasien vor. Sie ist in Mitteleuropa weit verbreitet und überall häufig. Die Tiere leben in Wäldern unter abgefallenem Laub und an verfaulenden Ästen, aber auch an Kompost, Aas und Dung. 